# Gölcük (Kocaeli)
Gölcük ist eine Stadtgemeinde (Belediye) im gleichnamigen Ilçe (Landkreis) der Provinz Kocaeli in der türkischen Marmararegion und gleichzeitig ein Stadtbezirk der 1993 gebildeten Büyükşehir belediyesi Kocaeli (Großstadtgemeinde/Metropolprovinz). Seit der Gebietsreform ab 2013 ist die Gemeinde flächen- und einwohnermäßig identisch mit dem Landkreis.

## Geografie
Der Kreis/Stadtbezirk grenzt im Osten an Başiskele, im Süden an die Provinz Bursa und im Westen an Karamürsel. Im Norden bildet die Bucht von İzmit (Marmarameer) eine natürlich Grenze.

## Geschichte
Die Besiedlung und Entwicklung des Gebiets um Gölcük in der antiken Region Bithynien am Golf von İzmit wurde dadurch geprägt, dass es für Griechen und Römer eine entscheidende Verbindung zwischen dem europäischen Festland und Kleinasien darstellte. Die entscheidende Entwicklung der eher unbedeutenden Siedlung begründete sich durch eine Seeschlacht am Ende des Ersten Weltkriegs. Das unter osmanischer Flagge operierende Schlachtschiff Yavuz Sultan Selim war 1918 bei Çanakkale schwerbeschädigt auf Grund gesetzt und später nach Konstantinopel geschleppt worden. Nach der Entscheidung im Jahre 1925, das Schiff zu reparieren, wurde mit deutscher Unterstützung die Marinewerft Gölcük gegründet und Kasernen-Anlagen gebaut. 1927 lieferten die Lübecker Flender-Werke ein Schwimmdock mit einer Tragkraft von 26.000 Tonnen, das die „Yavuz“ aufnehmen konnte. Die Arbeiten wurden an die französische Werft Chantiers de l’Atlantique vergeben und dauerten drei Jahre.
Die Bevölkerung der Stadt Gölcük begann schnell zu wachsen, da Arbeiter und ihre Familien aus den Istanbuler Werften kamen, um in den Werkstätten zu arbeiten, die für die Reparatur des Schlachtschiffs Yavuz eingerichtet wurden. Der Bezirk und die Stadt Gölcük wurde tatsächlich erst in der Zeit der Republik mit dem Gesetz Nr. 3012 gegründet, das am 09. Juni 1936 in Kraft trat, bis zu diesem Zeitpunkt zählen nur die Dörfer Halıdere, Ulaşlı und Yazlık zu Gölcük. Damit wurden weitere zwanzig Dörfer angegliedert, die bislang von der Bezirksdirektion Bahçecik von İzmit Sanjak verwaltet wurden. Im Dorf İhsaniye wurde das Bezirkszentrum und die Gendarmerieorganisation gegründet. Da es in Gölcük kein geeignetes Gebäude für die staatlichen Ämter gab, begann man vorübergehend, in gemieteten Gebäuden im Dorf Değirmendere zu arbeiten. Der Bau des Regierungsgebäudes wurde in kurzer Zeit abgeschlossen und die staatliche Organisation wurde 1938 in Gölcük angesiedelt. Mit der Gründung des Bezirks wurde auch die Bezirksdirektion aus İhsaniye entfernt, sodass nur die Gendarmerieorganisation übrig blieb.
Mit dem Sonderenteignungsgesetz Nr. 3887 von 1942 befand sich das Regierungsbüro im Enteignungsgebiet und mit einem Beschluss der Provinzversammlung wurde die Regierungsorganisation im Februar 1944 erneut nach Değirmendere verlegt. Nachdem die Bezirksregierung zehn Jahre lang in Değirmendere residierte, zog sie gemäß dem am 04. März 1954 erlassenen Gesetz Nr. 6322 wieder nach Gölcük zurück, das nach Übernahme der Dörfer Halıdere und Ulaşlı von Karamürsel auf 23 Siedlungen erweitert werden. 1959 wurde Değirmendere als eigene Gemeinde ausgegliedert und der Stadtteil Damlar des Dorfes Saraylı ein unabhängiges Dorf. Heute besteht der Bezirk Gölcük aus fünfzig Stadtteilen.
Bei dem Erdbeben von Gölcük vom 17. August 1999 war Gölcük einer der am stärksten betroffenen Städte. Das Erdbeben, dessen Epizentrum rund fünf km nordöstlich der Altstadt von Gölcük lag, erreichte die Magnitude 7,6 auf der Momenten-Magnituden-Skala. Das Erdbeben richtete in der Region große Schäden an, schätzungsweise kamen allein in Gölcük fast 20.000 Menschen ums Leben. Die offiziellen Zahlen, die alle vom Erdbeben in Gölcük betroffenen Gebiete einschließen, lagen jedoch deutlich unter diesen Zahlen. Auch der Wunsch des damaligen Präsidenten Süleyman Demirel, diese Region, in der sich Industrieinvestitionen konzentrierten, nicht zum Katastrophengebiet zu erklären und die Steuereinnahmen nicht sinken zu lassen, spielte dabei eine Rolle.

## Verwaltung
Durch das Gesetz Nr. 3012 wird Gölcük am 15. Juni 1936 ein Kaza des Vilayets Kocaeli. Zur ersten Volkszählung nach der Souveränität 1940 werden 16.122 Einwohner in 24 Dörfern (auf 176 km² Fläche) gezählt, davon 5.115 im namensgebenden Verwaltungssitz (4.068 Männer und nur 1.047 Frauen).
Durch Beschluss des Ministerrates vom 6. September 1966 (Nr. 4636) wird der Ort in den Rang einer Gemeinde (Belediye) erhoben (die Gemeindeorganisation wird gegründet).
Die Belediye (Gemeinden) Değirmendere (7), Halıdere (3), Hisareyn (2), İhsaniye (3), Ulaşlı (2) und Yazlık (2) waren schon durch das Gesetz Nr. 5747 im Jahre 2008 in die Kreisstadt eingemeindet und zu Mahalle (Stadtviertel/Ortsteile) heruntergestuft worden. In Klammern angegeben ist die Anzahl der Mahalle vor der Eingliederung. Deren Zahl stieg von 11 auf 30.
(Bis) Ende 2012 bestand der Landkreis aus der Kreisstadt und 20 Dörfern, die während der Verwaltungsreform 2013/2014 in Mahalle (Stadtviertel/Ortsteile) überführt wurden. Die 30 existierenden Mahalle der Kreisstadt blieben erhalten. Durch Herabstufung der Dörfer zu Mahalle stieg deren Zahl nochmals an. Den 50 Mahalle steht ein Muhtar als oberster Beamter vor.
Ende 2020 lebten durchschnittlich 3.410 Menschen in jedem Mahalle, 14.820 Einw. im bevölkerungsreichsten (Çiftlik Mah.), dicht gefolgt von Piyalepaşa Mah.(10.847) und Topçular Mah. (10.85 Einw.).
Die türkische Marine besitzt einen Stützpunkt und eine Werft in Gölcük.

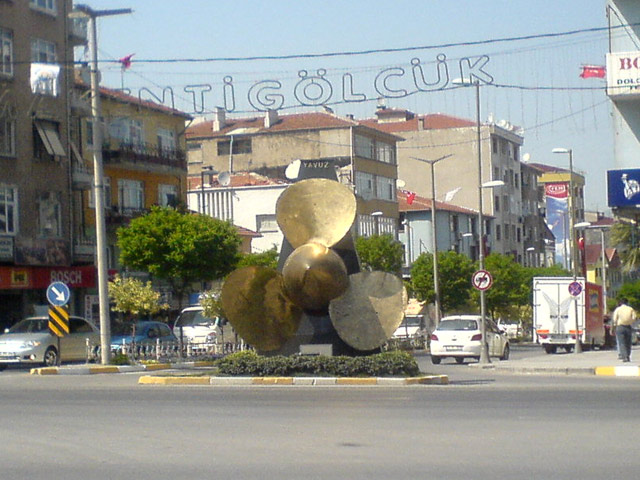
Platz in Gölcük mit einem Propeller der Goeben
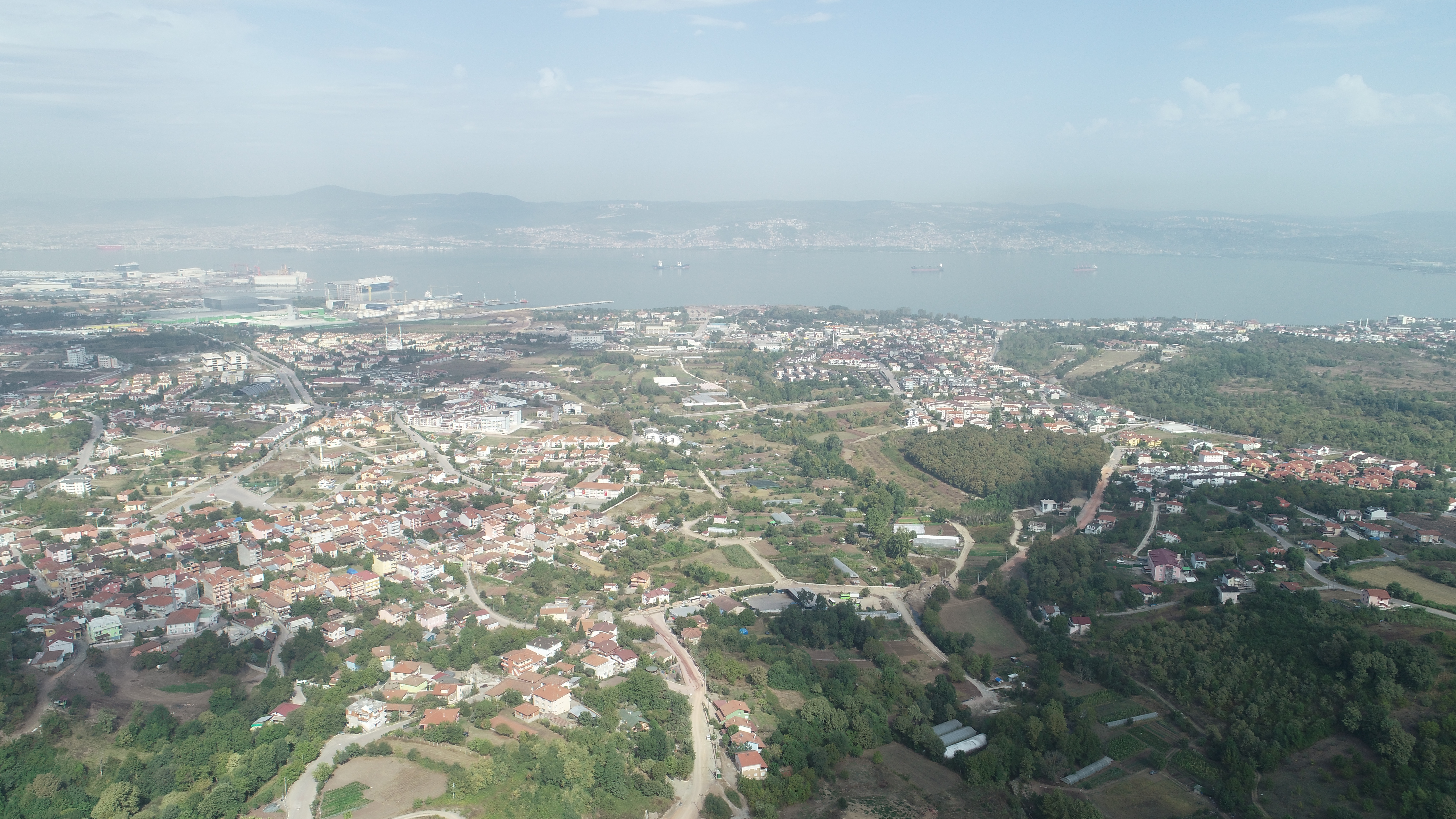
Gesamtansicht
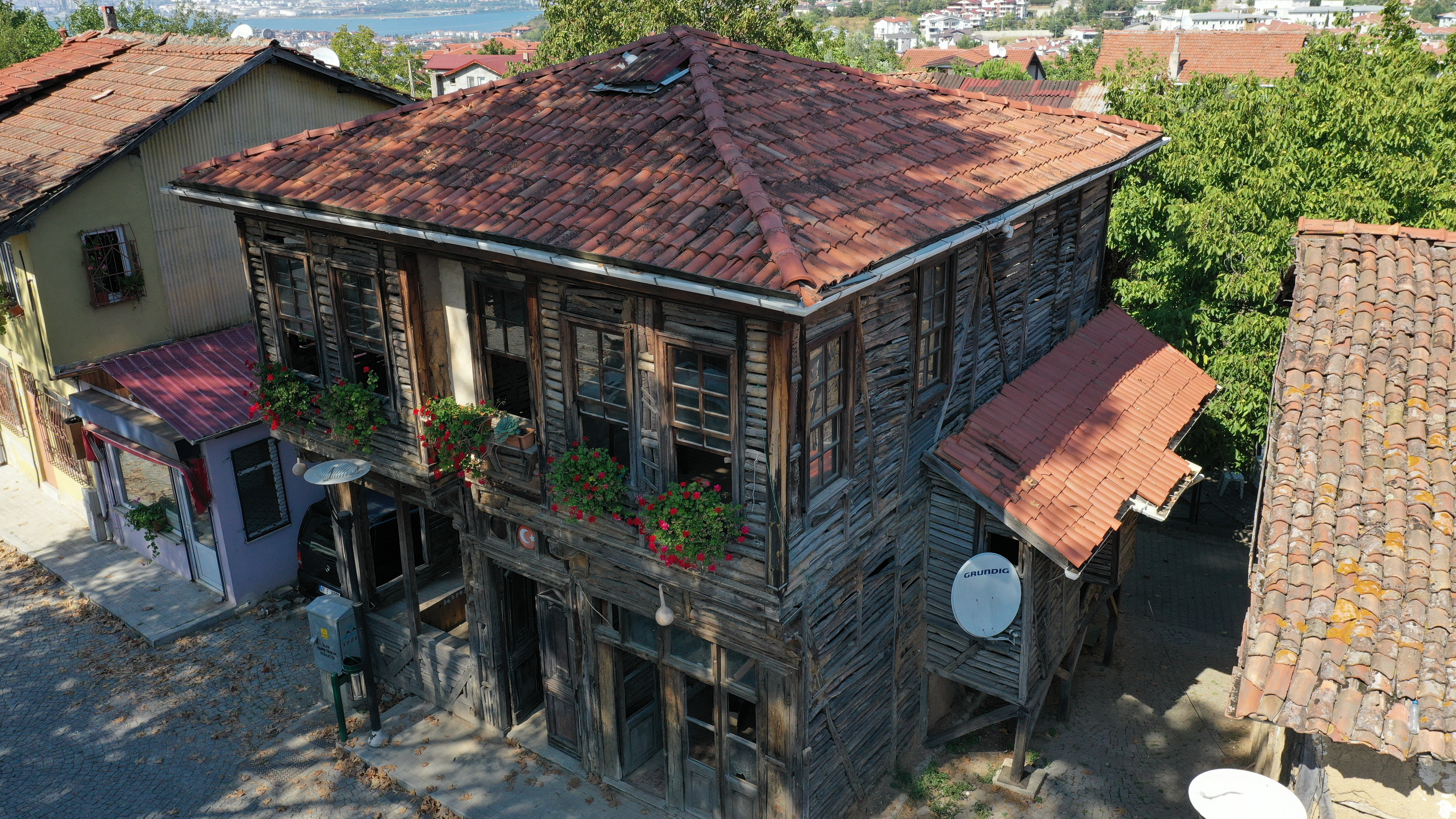
Saraylı Häuser
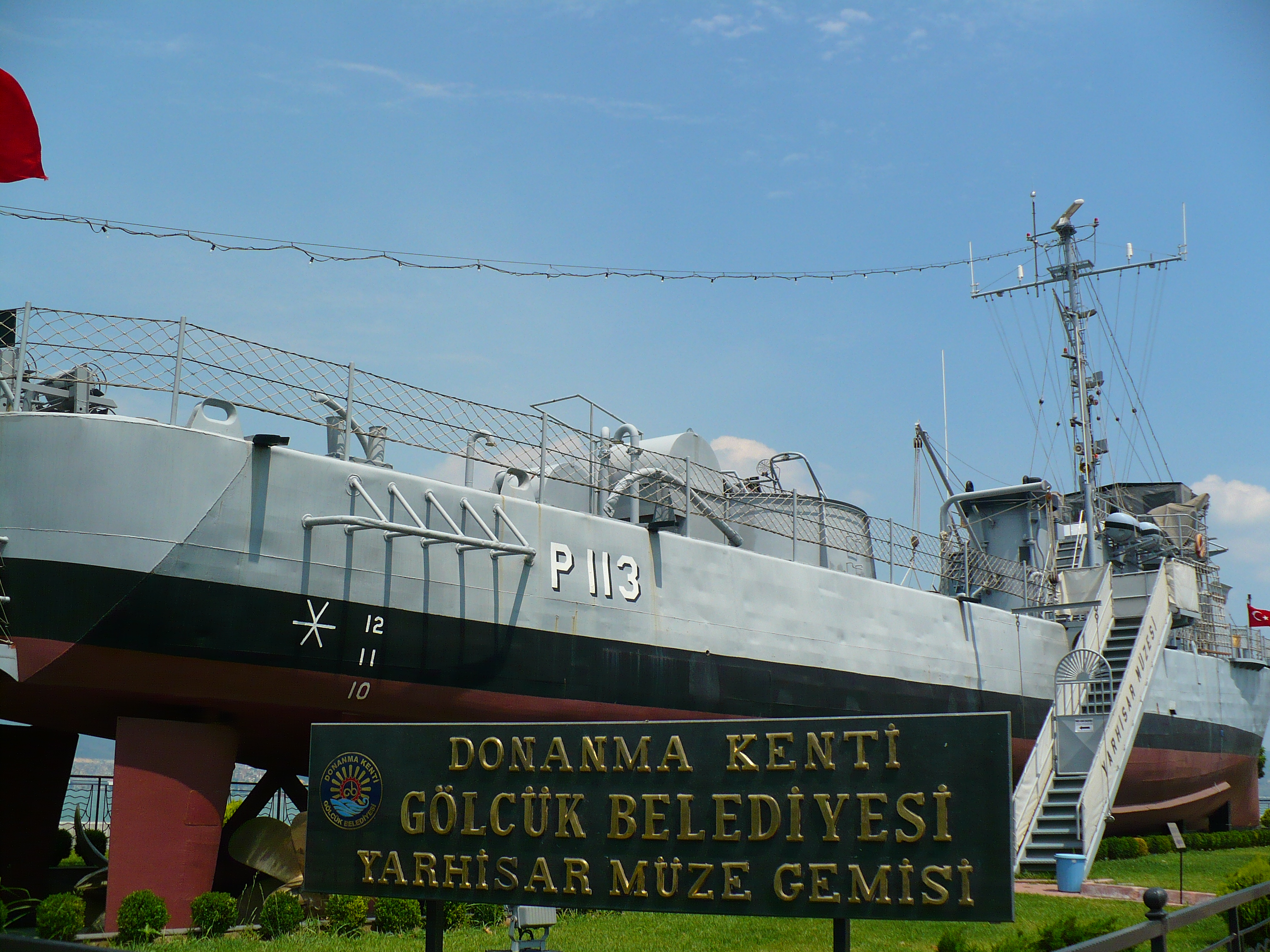
Museumsschiff Yarhisar

## Sport
Gölcükspor ist der bekannteste und erfolgreichste Fußballverein des Ortes. Seine erfolgreichste Zeit hatte der Klub in den Jahren 1984–1985, in denen der Klub in der zweithöchsten türkischen Spielklasse, der TFF 1. Lig, tätig war. Nachdem der Verein sich infolge des Erdbebens von Gölcük aus dem Ligawettbewerb zurückgezogen hatte, kehrte er im Sommer 2002 in den türkischen Profifußball zurück und spielt seither in der TFF 3. Lig, der vierthöchsten Liga der Türkei.

## Persönlichkeiten
- Demet Akalın (* 1972), türkische Sängerin und Model
- Ogün Sanlısoy (* 1971), türkischer Rockmusiker
- Hakan Çinemre (* 1994), türkischer Fußballspieler
- Ertuğrul Ersoy (* 1997), türkischer Fußballspieler
- Engin Korukır (* 1958), türkischer Fußballtrainer
- Ahmet Özer (* 1994), türkischer Fußballspieler